# Muzeum Komunizmu w Pradze
Muzeum Komunizmu – muzeum poświęcone okresowi po II wojnie światowej i reżimowi komunistycznemu w Czechosłowacji, a w szczególności w Pradze. Położony jest nad McDonald’s, obok kasyna, nieopodal Placu Wacława. Muzeum Komunizmu przedstawia spojrzenie na życie za żelazną kurtyną. Znajdują się tu Oryginalne eksponaty, informacje tekstowe, multimedialne prezentacje. W 2017 r. przeniosło się z Pałacu Savarin przy ul. Na příkopě do Starego Domu Celnego w pobliżu Placu Republiki.